# Parc d'Arcadie
Le parc d'Arcadie (Arkādijas parks) est un parc public de Riga en Lettonie situé sur la rive gauche de la Daugava, dans le voisinage de Torņakalns. C'est l'un des espaces verts les plus anciens de la ville. Il s'étend sur 6,92 ha.

## Historique
Le parc est créé au milieu du XIXe siècle au temps où Riga était la capitale du gouvernement de Livonie, territoire de l'Empire russe. L'administration de la municipalité de l'époque décide d'aménager le territoire du faubourg de Mitau qui se trouve sur les berges. On construit donc en 1852 des orangeries et des serres à palmiers et à plantes exotiques pour le plaisir de la bourgeoisie de la ville qui s'y promène. En 1885 on y ouvre un théâtre ainsi que le « Kegelbahn » (terrain de jeu de quilles). En 1900, l'administration de la ville décide de réaménager le parc - qui s'appelle alors parc Thorensberg, nom allemande de Torņakalns - sous la direction de Georg Kuphaldt. Celui-ci détourne la petite rivière Mārupīte, qui désormais traverse le parc pour le plaisir de l'œil, et aménage des cascades et des petites chutes d'eau, avec des ponts. Il fait construire une maison de jardinier et dessiner des jardins. Cependant par manque de moyens tous les projets ne sont pas réalisés et une partie du parc est même donnée en location. Les concessionnaires y construisent un restaurant luxueux et un tir aux pigeons, ainsi qu'un pavillon de musique. C'est en 1911 que le parc reçoit son nom de « parc d'Arcadie ».
Le parc est réaménagé en 1926 et en 1927. L'ancien pavillon de musique, qui était conçu pour de la musique orchestrale, est remplacé par une estrade, afin de présenter des spectacles folkloriques à un public devenu plus populaire et on installe un petit parc à jeux pour enfants.
Du temps de la république socialiste soviétique de Lettonie, le théâtre est transformé en cinéma en 1958 qui est détruit par un incendie une trentaine d'années plus tard. Ses ruines sont démolies en l'an 2000 et l'estrade finit de s'écrouler.

## Flore
Le parc demeure encore aujourd'hui un lieu de promenade apprécié des citadins de Riga. On y remarque des essences acclimatées comme le tilleul de Crimée ou l'aubépine flabelliforme crataegus flabellata, originaire du Canada.